# Avagbodji
Avagbodji è un arrondissement del Benin situato nella città di Aguégués (dipartimento di Ouémé) con 9.920 abitanti (dato 2006).